# شهرستان داویسون (داکوتای جنوبی)
شهرستان داویسون، داکوتای جنوبی (به انگلیسی: Davison County, South Dakota) یک سکونتگاه مسکونی در ایالات متحده آمریکا است که در داکوتای جنوبی واقع شده‌است.

## خصوصیات
شهرستان داویسون ۱٬۱۳۱٫۸۳ کیلومترمربع مساحت دارد.